# Nikol'sk (Oblast' di Penza)
Nikol'sk è una città della Russia europea centrale (oblast' di Penza), situata nella parte centrale delle alture del Volga, sulle sponde del fiume Vyrgan, 120 km a nordest del capoluogo Penza; dipende amministrativamente dal rajon omonimo, del quale è capoluogo.

## Società

### Evoluzione demografica
Fonte: mojgorod.ru
- 1939: 10.100
- 1959: 15.400
- 1979: 23.600
- 1989: 26.900
- 2007: 24.100